# 신장결석

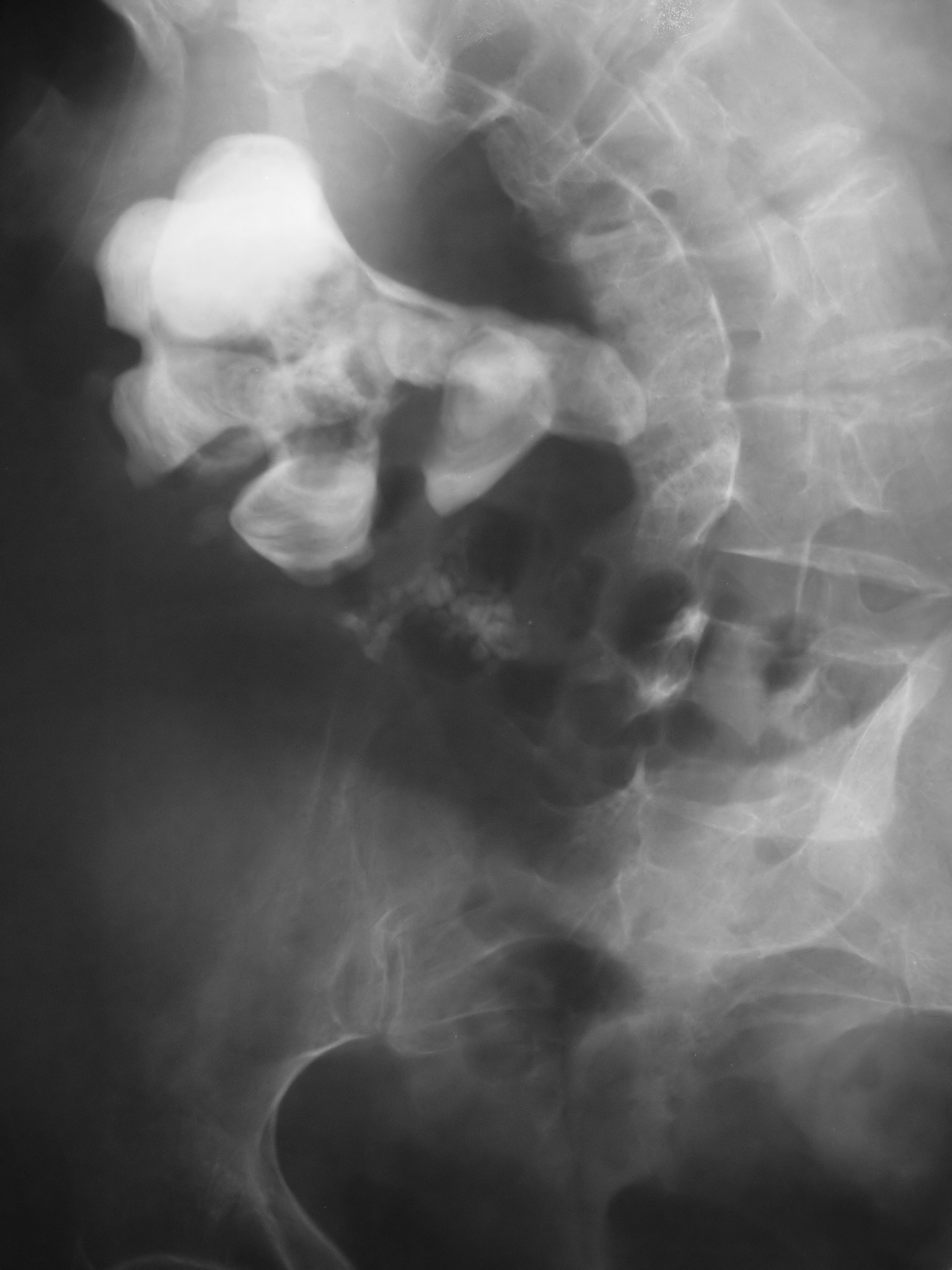

신장결석(腎臟結石, 영어: kidney stone)이란 신장에 결석이 생기는 증상을 말한다. 흔히 수분이 감소하여 무기질 농도가 증가할 때 결석의 발생이 쉬워지며 세균 덩어리나 세포 찌꺼기, 혈액 응고물 따위가 엉겨 핵(核)으로 작용하여 소변의 염류를 응집시키게 된다. 작은 결석은 무증상이며 오줌으로 배설되기도 하나, 결석의 크기가 증가할 경우 결석이 이동하는 도중 요로, 방광 및 요도와 같은 비뇨기계에 문제를 일으킬 수 있다. 특히 결석이 소변의 흐름을 차단할 경우 신장이 붓고 옆구리에 심한 통증이 유발되며 결석이 요로에 박혀 출혈을 일으키면 혈뇨 등의 증상이 나타난다. 이외의 증상으로는 탁뇨, 발열, 빈뇨, 배뇨통 등이 있을 수 있다. 예방을 위해서는 충분한 수분을 섭취할 것이 권고된다. 치료를 위해서는 염증을 완화시킨 후 결석을 용해하는 약물을 투여할 수 있으나, 때로는 외과적 수술로 제거해야 한다. 특히 결석은 치료 후 재발할 확률이 높으므로 결석 환자의 경우 식습관의 주의가 필요하다.

## 요로결석
요로결석(尿路結石, urinary stone)은 소변 안에 녹아 있는 미네랄이 결정 형태로 응고한 것을 일컫는다.
결석은 일반적으로 신장이나 방광 내에 형성된다. 신장과 방광 내에 결석이 형성되는 것을 각각 결석증과 요석증이라고 부른다.

### 개요
원인은 여러 가지이지만 몸이 만성적인 탈수 상태에 빠져 있을 때에 나타난다는 것이 가장 유력하다. 주요 증상은 옆구리가 갑자기 심하게 아프고, 아래쪽 요도에 결석이 생겼을 때에는 처음부터 통증이 온다. 약 20% 정도는 소변에 혈액이 보이기도 한다. 요로 결석 환자는 되도록 물을 많이 마셔 소변을 묽게 하는 것이 좋다. 크기가 1cm 이내의 작은 초기 결석은 3∼4 시간 내에 3∼4ℓ 이상의 레몬원액을 섞은 물을 집중적으로 마시면 결석이 소변과 함께 나올 수 있으나 한번 요로 결석이 생기면 재발 가능성이 60% 정도이므로 주의해야 한다. 또한 토끼에게도 치명적 약점을 가지고 있어 토끼를 사육하는 농가 관리자에게는 특히 세심한 주의가 필요하게 되며, 심지어는 개에게도 걸릴 수도 있다. 개 또는 강아지의 경우 요로결석 증상을 방치하면 건강상 치명적 약점도 역시 물론 올 수도 있는 등 큰 고통을 겪을 수도 있다.

## 결석의 종류
- 칼슘결석(칼슘옥살레이트결석)
- 스트루바이트 결석
- 요산 결석
- 시스틴 결석

## 같이 보기
- 편도결석
- 담석